# Toronto—Scarborough
Pour les articles homonymes, voir Toronto (homonymie) et Scarborough.
Toronto—Scarborough fut une circonscription électorale fédérale de l'Ontario, représentée de 1925 à 1935. 
La circonscription de Toronto—Scarborough a été créée en 1924 d'une partie de York-Est. Abolie en 1933, elle fut redistribuée parmi Broadview, Danforth, Greenwood et York-Ouest.

## Géographie
En 1924, la circonscription de Toronto—Scarborough était délimitée par Pape Avenue, Danforth Avenue, Greenwood Avenue, Queen Street et Knox Street

## Député
1. 1925-1935 — Joseph Henry Harris, CON

- CON = Parti conservateur du Canada (ancien)